# موزه هنر تل‌آویو

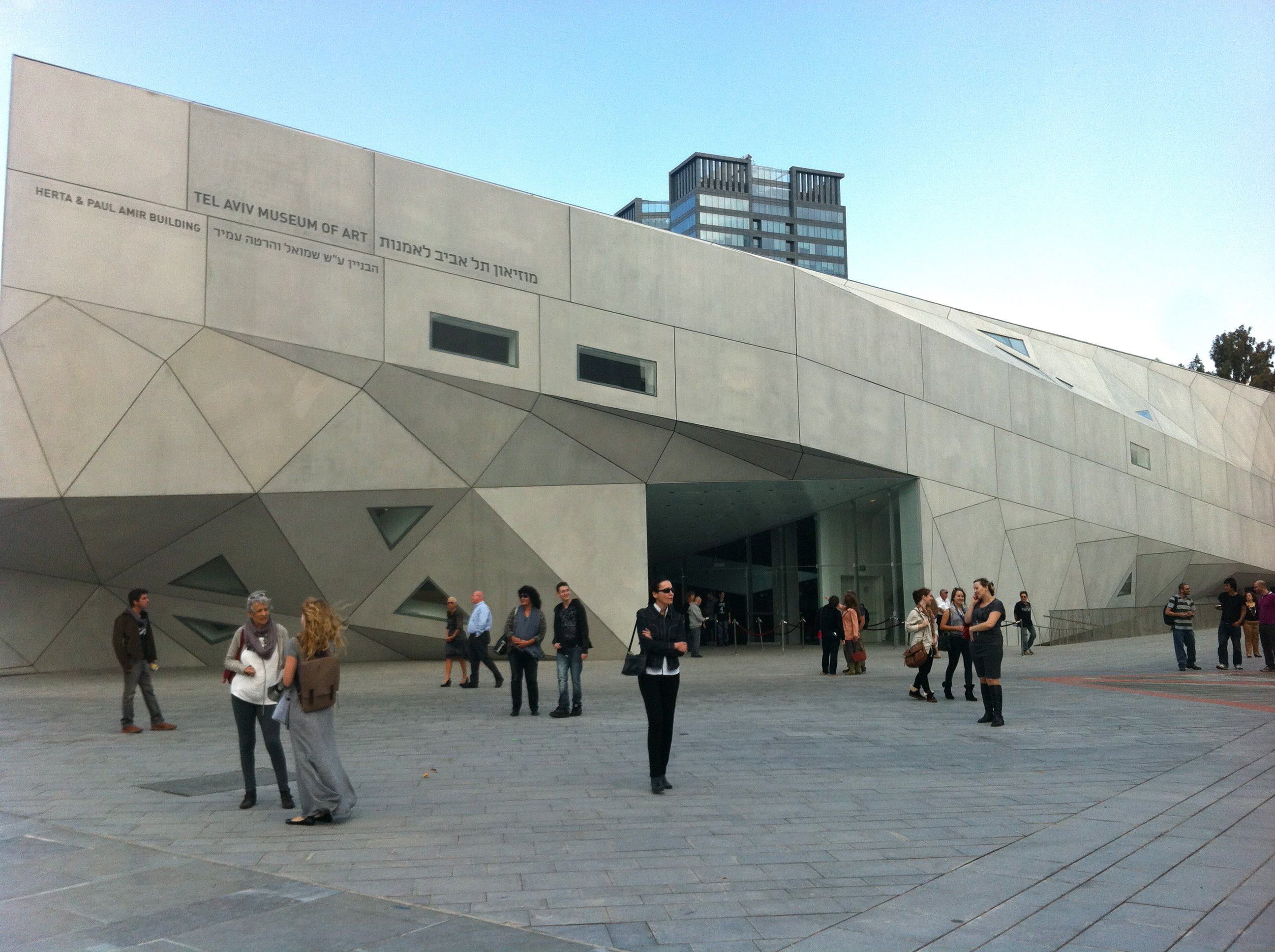
ساختمان جدید موزه هنر تل آویو.

موزه هنر تل‌آویو‏ (به عبری: מוזיאון תל אביב לאמנות)، نام مهمترین موزه‌ی هنرهای مدرن و یکی از سه موزه اصلییژژسسلادپپتی کلانشهر تل‌آویو‏ است.
موزه هنر تل آویو در سال ۱۹۳۲ میلادی و در خانه شخصی مئیر دیزینگوف، شهردار تل آویو تأسیس شد. مئیر دیزینگوف، در وصیت‌نامه‌اش، خانه‌اش را به مردم تل آویو هدیه کرده‌بود. سال‌ها بعد، یعنی در تاریخ ۱۴ مه ۱۹۴۸ میلادی و هم‌زمان با پایان قیمومیت بریتانیا بر فلسطین، منشور استقلال اسرائیل، توسط اعضای مجمع موقت ملی اسرائیل، در ساختمان موزه هنر تل آویو به امضا رسید. در سال ۱۹۷۱ میلادی، موزه هنر تل آویو به ساختمان جدیدش منتقل شد. این ساختمان توسط اسحاق یاشر، معمار برجستهٔ اسرائیلی طراحی شده بود.
در موزه هنر تل آویو، آثار مشهوری از هنرمندان یهودی‌الاصل، هنرمندان مشهور اسرائیلی و هنرمندان سرشناس جهانی در ارتباط با هنر مدرن، طراحی، نقاشی، مجسمه‌سازی و عکاسی جمع‌آوری شده‌است. در این موزه همچنین آثاری از سده‌های شانزدهم تا نوزدهم میلادی از کشورهای اروپایی و آمریکایی جمع‌آوری شده‌است.

## برخی آثار شاخص

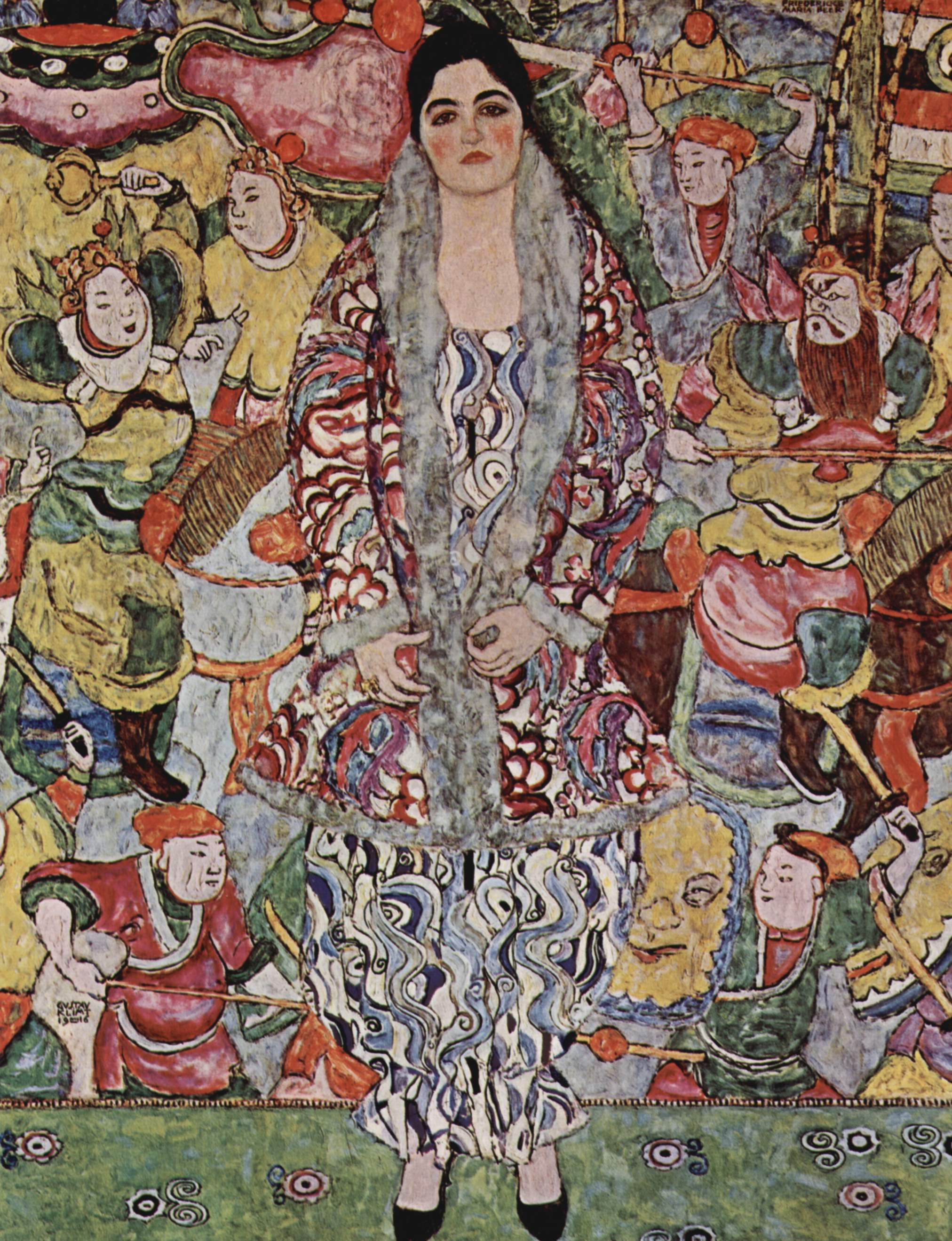
چهره فردریکه ماریا بیر اثر گوستاو کلیمت
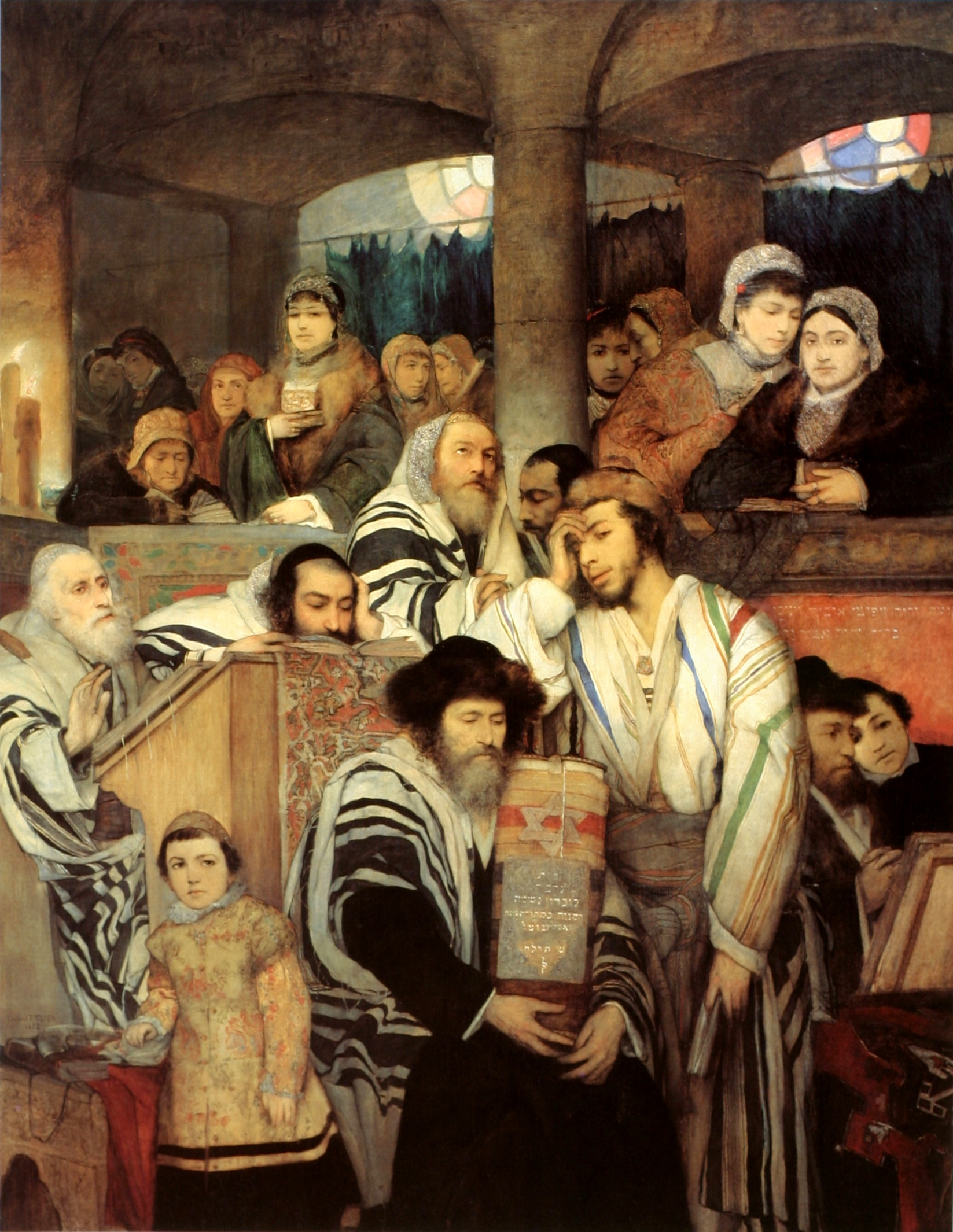
یهودیان در حال نیایش در کنیسه‌ای به فراخور یوم‌کیپور اثر موریس گاتلیب
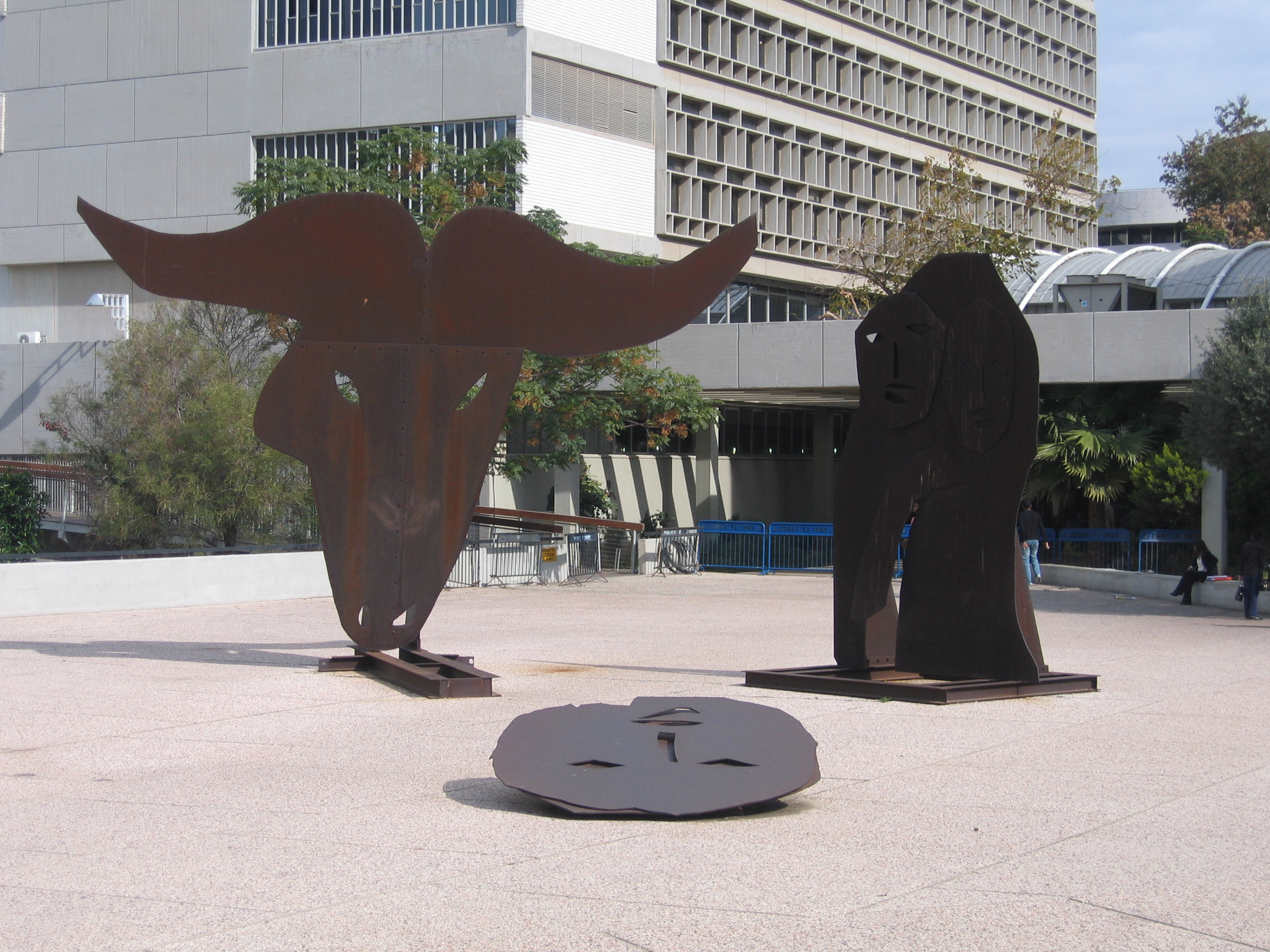
Yitzhak Akdt اثر منشه کدیشمان
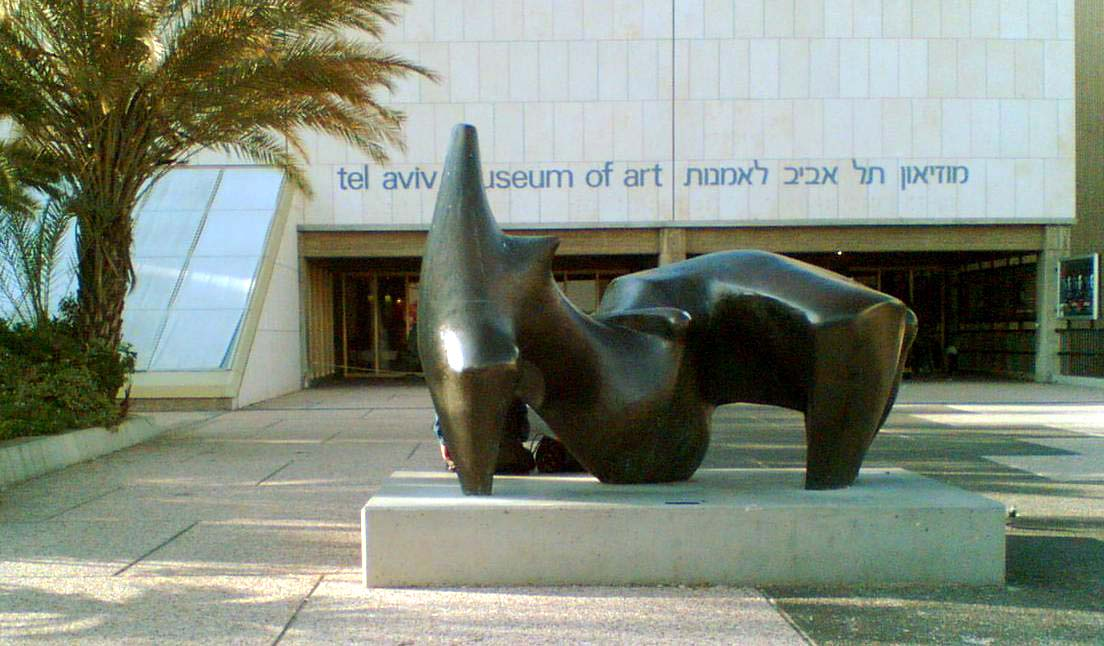
Portrat اثری از هنری مور
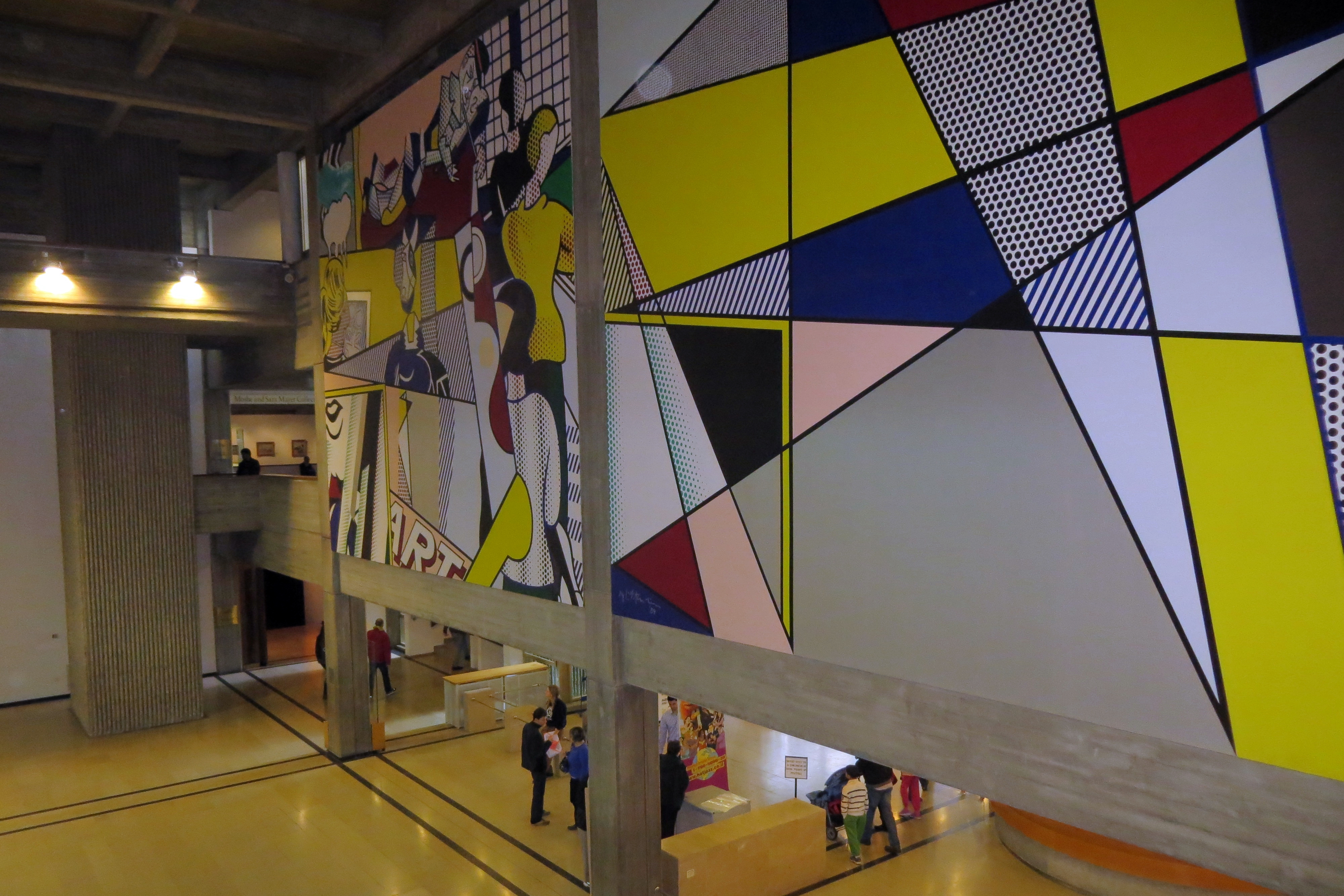
پاپ آرت در دو قطعهٔ بسیار بزرگ اثر روی لیکتنستاین